# Siletz, Oregon
Siletz, Oregon (енгл. Siletz) град је у америчкој савезној држави Орегон.

## Демографија
По попису из 2010. године број становника је 1.212, што је 79 (7,0%) становника више него 2000. године.
| Група             | 2000.       | 2010.       |
| Белци             | 798 (70,4%) | 836 (69,0%) |
| Афроамериканци    | 5 (0,4%)    | 5 (0,4%)    |
| Азијати           | 8 (0,7%)    | 5 (0,4%)    |
| Хиспаноамериканци | 21 (1,9%)   | 60 (5,0%)   |
| Укупно            | 1.133       | 1.212       |